# Дерек Волкот
Дерек Волкот (енгл. Derek Walcott; Кастри, 23. јануар 1930 — Кастри 17. март 2017) био је карипски песник, драмски писац, критичар и визуелни уметник. Добитник је Нобелове награде за књижевност 1992. године. Најзначајнија дела су му „Хомер“ и „Четири песме“.

## Биографија
Дерек Волкот је рођен у Западној Индији. Детињство и младост провео је у Кастрију, на острву Света Луција. Отац му је био Енглез, а мајка потомак црних робова. Одрастао је у протестантској породици, у већинској католичкој. 
Факултет је завршио 1954. у Кингстону на Јамајци, где је студирао француски, латински и шпански. Године 1959. настанио се на Тринидаду. Тамо је основао Тринидад Theatre Workshop, позориште које је водио све до 1976. Од средине седамдесетих много времена је проводио у Сједињеним Америчким Државама, предајући на универзитетима Колумбија, Јејл, Харвард и другим, а затим се и потпуно преселио у Америку.
Повукао је кандидатуру за место профеора поезије на Оксфорду 2009. године након што је тај универзитет добио већи број анонимних писама у којима је оптужен за сексуално узнемиравање студенткиња 1982.
Волкот је преминуо 17. марта  у свом дому на острву Света Луција после дуже болести, у 88. години.

## Књижевни рад
Прву књигу, "25 песама", је објавио 1948. године.
Његово дело се одликује чврстом организацијом језичког материјала, јасном мишљу и прецизним сликама. По речима Роберта Грејвса Волкот је „проникао у магију енглеског језика дубље него многи (можда чак и сви) енглески песници његовог поколења“. Бродски је о Волкоту писао као о универзалном песнику, који је наследио „читаву светску поезију, од древних до најновијих времена". Поводом његове смрти светски медији објавили су саопштење локалне Фондације за развој културе која је навела да је “свет остао без једне од књижевних икона”.
Објавио је преко 40 књига поезије и драмских дела, од којих је најпознатији поетски еп "Омерос" (1990) засновано на Хомеровој "Илијади" и "Одисеји".  Године 1992. добио је Нобелову награду за књижевност.
Међународну репутацију стекао је монументалном поезијом, као што је најпознатија збирка песама In A Green Night: Poems (1948-1960).
Критичари су га сматрали за једног од највећих песника из овог дела света.
Такође, био је аутор више од 80 представа, које су такође биле најчешће посвећене проблематици карипског идентитета у светлу расних и политичких питања.

## Награде
Волкот је добио Нобелову награду за књижевност 1992. године, уз истицање мелодичности и сензитивности његовог стила, као и ТС Елиот награду за поезију 2011.

## Цитати
„Долазим из места које воли величину; воли велике гестове; не спречава га цветање; то је реторичко друштво; то је друштво физичких перформанси; то је друштво стила.”
„Сваки озбиљан покушај да се уради нешто вредно је ритуалан.”
„Енглески језик није ничија посебна својина. То је својство маште: то је својство самог језика.”
„Добра наука и добра уметност су увек услов страхопоштовања... Мислим да нема друге функције за песника или научника у 
"Никада нисам мислио да ћу дочекати дан када ће Америка (која је заснована на идеји слободе, из које долази светски либерал) постати толико себична и лицемерна. Мислим, ако демократија сматра да је либерал израз злоупотребе, онда би требало да будемо."